# Audrey Totter
Audrey Mary Totter (Joliet, 20 dicembre 1917 – Woodland Hills, 12 dicembre 2013) è stata un'attrice statunitense.

## Biografia
Di origini svedesi e austriache, Audrey Totter iniziò la carriera recitando alla radio alla fine degli anni trenta e, dopo aver lavorato con successo prima a Chicago e successivamente a New York, verso la metà degli anni quaranta intraprese la strada del cinema, siglando un contratto di sette anni con la MGM. Dopo aver debuttato nel film Main Street After Dark (1945), ricoprì una serie di piccoli ruoli non accreditati prima di trovare la grande occasione con Il postino suona sempre due volte (1946), la celebre pellicola noir con cui s'impose al grande pubblico.
Generalmente impiegata come coprotagonista femminile, interpretò in seguito i più diversi generi di film, ma fu nel noir che continuò a fornire le prove più interessanti. Tra i titoli da lei interpretati, è da ricordare Una donna nel lago (1947), tratto da un romanzo di Raymond Chandler e diretto da Robert Montgomery quasi integralmente in soggettiva, per cui lo spettatore vede ciò che osservano gli occhi del protagonista, il detective Philip Marlowe, che viene inquadrato solo in una scena, quando è davanti a uno specchio. 
La Totter fu poi protagonista accanto a Clark Gable in Fate il vostro gioco (1949) e nel drammatico Stasera ho vinto anch'io (1949), pellicola di ambiente pugilistico in cui ebbe come partner Robert Ryan, un disilluso boxeur al termine della carriera.
Nei film L'alibi di Satana (1947) e Tensione (1949), due studi sull'arte del delitto perfetto, così come con il ruolo di una sciantosa che tenta d'irretire un procuratore distrettuale (Ray Milland) in La sconfitta di Satana (1949), la Totter si confermò interprete del noir, ma la MGM stava iniziando in quegli anni a spostare l'attenzione verso temi più vicini al pubblico delle famiglie. L'attrice interpretò ancora i polizieschi I due forzati (1951) e La città che scotta (1951) ma aveva già iniziato a mutare registro con Suggestione (1948), uno studio sul mondo del teatro in cui interpretò la fidanzata di uno spregiudicato produttore (ancora Robert Montgomery), ruolo per il quale ottenne l'apprezzamento della critica.
La sua carriera proseguì alla Columbia Pictures e alla Twentieth Century Fox, in film avventurosi come Destinazione Budapest (1952) e in western quali La donna che volevano linciare (1953), Agguato al grande canyon (1954) e Fuoco incrociato (1958), nel melodramma Senza madre (1952) e nel film bellico Tempeste di fuoco (1953). Alla fine degli anni cinquanta la Totter passò al piccolo schermo, partecipando a spettacoli di intrattenimento come The Red Skelton Show (1957-1959)  e serie come Letter to Loretta (1960), Alfred Hitchcock presenta (1960-1961) e Gli uomini della prateria (1962). Con poche eccezioni, come il piccolo ruolo di prostituta nel drammatico L'uomo che non sapeva amare (1964), l'attrice proseguì l'attività televisiva per tutti gli anni sessanta.
Tra le molte serie a cui partecipò sono da ricordare Perry Mason (1964), Il dottor Kildare (sei episodi dal 1965 al 1966), Bonanza (1966) e Il virginiano (1967-1969). Ebbe successo con il ruolo della domestica Alice MacRoberts anche in una sit-com brillante, Our Man Higgins, in coppia con Stanley Holloway, di cui girò 34 episodi tra il 1962 e il 1963. Durante gli anni settanta rallentò progressivamente l'attività, concentrandosi sul ruolo dell'infermiera Wilcox nella serie Medical Center, alla quale partecipò dal 1969 al 1976, e ritirandosi definitivamente dalle scene dopo un'ultima apparizione in un episodio de La signora in giallo (Delitto in convento), girato nel 1987.

## Vita privata
Dal matrimonio celebrato nel 1953 con Leo Fred (professore alla UCLA School of Medicine, che morì nel 1995), la Totter ebbe un unico figlio.

## Filmografia

### Cinema

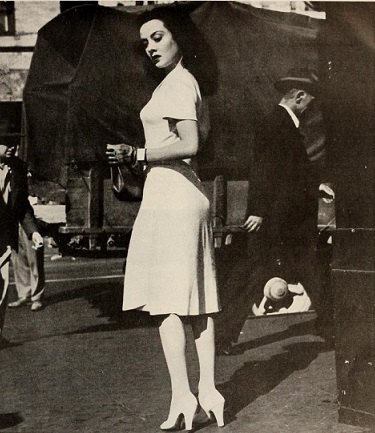
Audrey Totter in una scena del film Il postino suona sempre due volte

- Main Street After Dark, regia di Edward L. Cahn (1945)
- Dangerous Partners, regia di Edward L. Cahn (1945)
- The Hidden Eye, regia di Richard Whorf (1945)
- Sua altezza e il cameriere (The Highness ad the Bellboy), regia di Richard Thorpe (1945)
- Avventura (Adventure), regia di Victor Fleming (1945)
- The Sailor Takes a Wife, regia di Richard Whorf (1945)
- Il postino suona sempre due volte (The Postman Always Rings Twice), regia di Tay Garnett (1946)
- The Cockeyed Miracle, regia di S. Sylvan Simon (1946)
- Una donna nel lago (The Lady in the Lake), regia di Robert Montgomery (1947)
- La morte è discesa a Hiroshima (The Beginning or the End), regia di Norman Taurog (1947)
- L'alibi di Satana (The Unsuspected), regia di Michael Curtiz (1947)
- La muraglia delle tenebre (The High Wall), regia di Curtis Bernhardt (1947)
- Suggestione (The Saxon Charm), regia di Claude Binyon (1948)
- La sconfitta di Satana (Alias Nick Beal), regia di John Farrow (1949)
- Stasera ho vinto anch'io (The Set-Up), regia di Robert Wise (1949)
- Fate il vostro gioco (Any Number Can Play), regia di Mervyn LeRoy (1949)
- Tensione (Tension), regia di John Berry (1949)
- I due forzati (Under the Gun), regia di Ted Tetzlaff (1951)
- Più forte dell'amore (The Blue Veil), regia di Curtis Bernhardt (1951)
- La città che scotta (FBI Girl), regia di William Berke (1951)
- Difendete la città (The Sellout), regia di Gerald Mayer (1952)
- Destinazione Budapest (Assignment – Paris!), regia di Robert Parrish (1952)
- Senza madre (My Pal Gus), regia di Robert Parrish (1952)
- La donna che volevano linciare (Woman They Almost Lynched), regia di Allan Dwan (1953)
- L'uomo nell'ombra (Man in the Dark), regia di Lew Landers (1953)
- Cruising' Down the River, regia di Richard Quine (1953)
- Il grande incontro (Champ for a Day), regia di William A. Seiter (1953)
- Tempeste di fuoco (Mission Over Korea), regia di Fred F. Sears (1953)
- Agguato al grande canyon (Massacre Canyon), regia di Fred F. Sears (1954)
- La rivolta delle recluse (Women's Prison), regia di Lewis Seiler (1955)
- Spionaggio atomico (A Bullet for Joey), regia di Lewis Allen (1955)
- Sakiss, vendetta indiana (The Vanishing American), regia di Joseph Kane (1955)
- Ghost Diver, regia di Richard Einfeld (1957)
- Jet Attack, regia di Edward L. Cahn (1958)
- Fuoco incrociato (Man or Gun), regia di Albert C. Gannaway (1958)
- L'uomo che non sapeva amare (The Carpetbaggers), regia di Edward Dmytryk (1964)
- Harlow, regia di Alex Segal (1965)
- La tigre in corpo (Chubasco), regia di Allen H. Miner (1967)
- La banda delle frittelle di mele 2 (The Apple Dumpling Gang Rides Again), regia di Vincent McEveety (1979)

### Televisione
- Four Star Playhouse – serie TV, 1 episodio (1954)
- The Whistler – serie TV, episodio 1x07 (1954)
- General Electric Theater – serie TV, episodi 3x01-7x05-8x27-9x30 (1954-1961)
- Scienza e fantasia (Science Fiction Theatre) – serie TV, episodio 1x08 (1955)
- Fireside Theatre – serie TV, 1 episodio (1955)
- The Ford Television Theatre – serie TV, 2 episodi (1953-1955)
- Climax! – serie TV, episodi 2x11-2x47-4x18 (1955-1958)
- Lux Video Theatre – serie TV, 1 episodio (1956)
- The 20th Century-Fox Hour – serie TV, episodio 1x09 (1956)
- Schlitz Playhouse of Stars – serie TV, 1 episodio (1956)
- Matinee Theatre – serie TV, 1 episodio (1956)
- I racconti del West (Zane Grey Theater) – serie TV, 1 episodio (1956)
- On Trial – serie TV, 1 episodio (1957)
- The Californians – serie TV, 1 episodio (1957)
- Suspicion – serie TV, 1 episodio (1958)
- Carovane verso il West (Wagon Train) – serie TV, 1 episodio (1958)
- Cimarron City – serie TV, 21 episodi (1958-1959)
- Hawaiian Eye – serie TV, episodio 1x05 (1959)
- Alfred Hitchcock presenta (Alfred Hitchcock Presents) – serie TV episodi 5x24-6x32 (1960-1961)
- Gli uomini della prateria (Rawhide) – serie TV, episodio 4x30 (1962)
- Our Man Higgins – serie TV, 34 episodi (1962-1963)
- Vacation Playhouse – serie TV, episodio 2x10 (1964)
- Perry Mason – serie TV, 1 episodio (1964)
- Il dottor Kildare (Dr. Kildare) – serie TV, 6 episodi (1965-1966)
- Bonanza – serie TV, episodio 8x03 (1966)
- The Outsider, regia di Michael Ritchie – film TV (1967)
- I giorni di Bryan (Run for Your Life) – serie TV, episodio 3x18 (1968)
- Ironside – serie TV, 1 episodio (1969)
- Il virginiano (The Virginian) – serie TV, 2 episodi (1967-1969)
- Hawaii squadra cinque zero (Hawaii Five-O) – serie TV, 1 episodio (1973)
- Matt Helm – serie TV, 1 episodio (1976)
- Medical Center – serie TV, 37 episodi (1969-1976)
- Nel silenzio della notte (The Nativity), regia di Bernard L. Kowalski – film TV (1978)
- The Great Cash Giveaway Getaway, regia di Michael O'Herlihy – film TV (1980)
- City Killer, regia di Robert Michael Lewis – film TV (1984)
- La signora in giallo (Murder, She Wrote) – serie TV, episodio 4x04 (1987)

## Doppiatrici italiane
- Rosetta Calavetta in La città che scotta, Senza madre, Tensione, La sconfitta di Satana
- Dhia Cristiani in Spionaggio atomico, I due forzati, Suggestione (ridoppiaggio)
- Lydia Simoneschi in Fuoco incrociato, L'uomo che sapeva amare
- Nella Maria Bonora in Stasera ho vinto anch'io
- Lia Orlandini in Più forte dell'amore
- Rina Morelli in La donna che volevano linciare
- Elsa Camarda in La signora in giallo
- Silvia Pepitoni in Il postino suona sempre due volte (ridoppiaggio)
- Anna Teresa Eugeni in Stasera ho vinto anch'io (ridoppiaggio)
- Ada Maria Serra Zanetti in Una donna nel lago (ridoppiaggio)